# Ricardo Malerba
Ricardo Francisco Malerba (* 24. August 1905 in Buenos Aires; † 29. Juni 1974), bekannt auch als Luz Demar, war ein argentinischer Bandoneonist, Bandleader und Tangokomponist.

## Leben
Malerba trat zu Beginn seiner Laufbahn gemeinsam mit seinen Brüdern Alfredo (Klavier) und Carlos (Geige) auf. 1927 schlossen sich die Brüder dem Orchester Cátulo Castillos (u. a. mit Miguel Caló und Roberto Maida) an, das auf eine Tournee durch Spanien ging. Sie traten dort in zahlreichen Orten auf und nahmen mehrere Titel beim Label Odeon auf. Während Castillo mit seinem Orchester 1930 nach Argentinien zurückkehrte, blieben die Brüder Malerba in Europa.
1931 erkrankte Ricardos Bruder Carlos und starb in Bilbao, woraufhin sich dieser in Frankreich dem Orchester Juan Bautista Deambroggios anschloss. Nach seiner Rückkehr nach Argentinien gründete er mit dem Pianisten Nicolás Vaccaro ein Orchester, dessen Sänger Francisco Fiorentino war. Dieses trat im Cabaret Tabarís und beim Radiosender La Voz del Aire auf. Auf Vermittlung von Libertad Lamarque, die inzwischen mit seinem Bruder Alfredo verheiratet war, erhielt er 1938 einen Vertrag beim Sender Radio Belgrano, bei dem er zwanzig Jahre blieb.
Sein Orchester war besetzt mit Dante Smurra (Klavier und Arrangement), Atilio Cresta, Ricardo Pedevilla, Rodolfo Carlomagno und Benito Calver (Bandoneon), Alfredo Lattero, Ernesto Gianni, Francisco Sanmartino und José Lopez (Geige) und Francisco De Vivo (Kontrabass). Sänger des Orchesters war Orlando Medina, er arbeitete aber auch mit Jorge Rico, Antonio Maida, Carlos Barrios, Alberto Tagle, Alberto Sánchez, Roberto del Solar, Carlos Bernal und Tucho Pavón zusammen.
Malerba nahm mit seinem Orchester beim Label Odeon zwischen 1941 und 1945 dreißig Titel und 1956–57 acht Titel auf, fünf weitere Aufnahmen entstanden 1957 bei Music Hall. Er trat mit seinem Orchester in dem Film La vida de Carlos Gardel auf und begleitete in dem Film Cita en la frontera Libertad Lamarque bei ihren Gesangsnummern. 1952 trat er mit dem Orchester in Hotels, Hörfunk- und Fernsehsendern in Porto Alegre auf, darauf folgte eine lange Tournee durch Brasilien.

## Kompositionen
- Aristocracia
- Cuando florezcan las rosas
- Mariana
- Violín
- La piba de los jazmines
- Embrujamiento
- Taruchito